# Megistopoda
Genre
Megistopoda est un genre de diptères de la famille des Hippoboscidae. Les espèces de ce genre parasitent les chauves-souris.

## Liste d'espèces
Selon Catalogue of Life (9 janvier 2016) :
- Megistopoda aranea (Coquillett, 1899)
- Megistopoda pilatei Macquart, 1852
- Megistopoda proxima (Seguy, 1926)
- Megistopoda theodori Wenzel, 1966